# Omicidio di Fernando Báez Sosa
L'omicidio di Fernando Báez Sosa, conosciuto anche come il delitto dei rugbisti (crimen de los rugbiers in spagnolo) o delitto di Villa Gesell (crimen de Villa Gesell in spagnolo), è un caso di cronaca nera che ha visto come vittima il diciottenne Fernando Báez Sosa, ucciso nel corso di un pestaggio da un gruppo di ragazzi nella località balneare argentina di Villa Gesell.
L'omicidio, immortalato da diversi video diffusi poco dopo il fatto sui social, ha fin da subito avuto un forte impatto sull'opinione pubblica argentina ed internazionale.
Il 6 febbraio 2023, il Tribunale Criminale N.° 1 di Dolores ha giudicato colpevoli di omicidio aggravato tutti e otto gli imputati, dichiarandone cinque (Máximo Thomsen, Ciro Pertossi, Luciano Pertossi, Matías Benicelli ed Enzo Comelli) "co-autori" e condannandoli alla pena dell'ergastolo. I restanti tre (Lucas Pertossi, Blas Cinalli e Ayrton Viollaz) sono stati dichiarati "partecipanti secondari" e condannati a 15 anni di carcere.

## Antefatti

### Fernando José Báez Sosa
Nato a Buenos Aires il 2 marzo 2001, era unico figlio di Silvino Báez, un portinaio, e Graciela Sosa, una collaboratrice ospedaliera, entrambi immigrati paraguaiani nativi della cittadina di Carapeguá. Fernando viveva con i suoi genitori nel quartiere Recoleta di Buenos Aires. Dopo essersi diplomato al liceo, Báez Sosa si iscrisse all'Università di Buenos Aires per studiare giurisprudenza.
Báez Sosa aveva una relazione sentimentale con una collega studentessa di giurisprudenza, Julieta Rossi. Dopo la sua morte, la sua veglia funebre si tenne nel suo ex liceo e le sue spoglie furono successivamente inumate nel cimitero della Chacarita.

### I "rugbisti"
Per la morte di Báez Sosa sono state processate otto persone: Matías Franco Benicelli (20 anni al momento dell'omicidio), Ciro Pertossi (19 anni), Luciano Pertossi (18 anni), Lucas Fidel Pertossi (20 anni), Máximo Pablo Thomsen (età 20), Enzo Tomás Comelli (19 anni), Blas Cinalli (18 anni) e Ayrton Michael Viollaz (20 anni). Ciro e Luciano sono fratelli, mentre Lucas è loro cugino. Tutti ed otto i giovani sono nativi e vivono a Zárate, una cittadina della provincia di Buenos Aires a circa 90 km a nord-ovest dalla capitale argentina. Gli otto sono stati ben presto soprannominati dai media argentini come i rugbisti (rugbiers in spagnolo), poiché quasi tutti hanno giocato rugby a 15 nello stesso club, il Club Náutico Arsenal Zárate. Thomsen, soprannominato il "leader" del gruppo, era particolarmente capace in questo sport e giocava per il Club Atlético San Isidro dal 2017; i media locali avevano evidenziato le prestazioni di Thomsen al club ed ipotizzato che un giorno avrebbe potuto giocare per la squadra nazionale.
Altri tre membri del gruppo dei rugbisti, Juan Pedro Guarino (19 anni), Alejo Milanesi (20 anni) e un undicesimo giovane (precedentemente anonimo), non sono stati accusati dall'ufficio del pubblico ministero a gennaio 2023 a causa di mancanza di prove che avrebbero potuto coinvolgerli nell'attacco. Durante il processo per omicidio, l'undicesimo giovane è stato identificato come Tomás Collazo; la sua identità era stata precedentemente tenuta nascosta poiché aveva 17 anni (e quindi minorenne) al momento del pestaggio.

### L'omicidio
Báez Sosa è arrivato a Villa Gesell, una popolare destinazione estiva sulla costa atlantica di Buenos Aires, giovedì 16 gennaio 2020. Aveva intenzione di rimanere qualche giorno nella località balneare con un gruppo di compagni di liceo e la sua ragazza, Julieta. Il gruppo di Báez Sosa ha soggiornato all'ostello Hola Ola, all'angolo tra Paseo 105 e Avenida 5, nel centro di Villa Gesell, dove intendeva rimanere fino al 23 gennaio.
Sabato 18 gennaio, verso l'1:30, Fernando e i suoi amici sono arrivati al club Le Brique, all'angolo tra Avenida 3 e Calle 102. Alle 4:30 il sovraffollamento del locale ha portato uno degli amici di Fernando a scontrarsi involontariamente con uno dei rugbisti. Questo fatto ha dato il via a una discussione verbale tra i due gruppi. I giocatori di rugby hanno quindi incitato l'altro gruppo a combattere. Accortesi di quanto stava avvenendo i buttafuori hanno cacciato dal locale i rugbisti, mentre Fernando e i suoi amici se ne sono andati da soli.
Dopo aver lasciato il club, Fernando è rimasto insieme ad altri sette amici fuori dal locale a prendere un gelato mentre aspettavano che il resto del gruppo se ne andasse. Alle 4:44 due dei giocatori di rugby (Enzo Comelli e Ciro Pertossi) hanno attaccato Fernando e i suoi amici. Si ritiene che otto giocatori di rugby su dieci abbiano preso parte al pestaggio. Hanno preso di mira Fernando, prendendolo a pugni e calci finché non è rimasto privo di sensi; ha subito un trauma contusivo alla testa. I rugbisti hanno anche attaccato gli amici di Fernando, impedendo loro di avvicinarsi a Fernando. Complessivamente l'attacco è durato meno di un minuto.
Secondo il procuratore incaricato del caso, ci fu una premeditata collaborazione tra i rugbisti per organizzare l'attacco: alcuni membri del gruppo attaccarono Fernando, mentre altri si misero di guardia per impedire a chiunque di avvicinarsi e intervenire. Lucas Pertossi ha filmato parte dell'aggressione sul suo cellulare, fino a quando non ha interrotto la registrazione per partecipare a sua volta al pestaggio. Nella registrazione video, si può sentire Thomsen urlare a Báez Sosa, dicendogli di "alzarsi e combattere". Un altro degli attaccanti, Benicelli, può essere sentito chiamare Báez Sosa negro de mierda.

### Momenti successivi
Dopo l'attacco, i rugbisti sono tornati al loro ostello. Secondo testimoni oculari (incluso un impiegato di un hotel nelle vicinanze), il gruppo è stato sentito vantarsi ad alta voce dell'attacco. I rugbisti si sono ricomposti, ripulendo ogni traccia di sangue e cambiandosi i vestiti. Alle 5:30 del mattino, alcuni dei membri del gruppo si sono recati a mangiare in un McDonald's vicino al Le Brique.
L'attenzione dei media si è concentrata sulla percepita mancanza di empatia da parte dei rugbisti subito dopo l'attacco. Venti minuti dopo il pestaggio infatti uno degli assalitori si è scattato un selfie insieme ad altri sette membri del gruppo mentre sorridono alla fotocamera. Lo scatto è stato poi ampiamente condiviso sui social media. Particolare impressione hanno poi destato le conversazioni su una chat di gruppo in cui Lucas Pertossi si riferiva a Báez Sosa come "rovinato".
Alle 10:38 tutti i 10 rugbisti sono stati fermati dalla Polizia Provinciale.

## Il processo
Dopo essere stati fermati dalla polizia, i rugbisti si sono rifiutati di parlare presso l'ufficio del procuratore di Villa Gesell. Cinque di loro furono poi trasferiti nella vicina Pinamar, mentre il resto rimase a Gesell. L'ufficio del procuratore ha raccolto prove dalle telecamere di sicurezza, dai testimoni e dall'appartamento in affitto dei rugbisti, dove sono stati trovati i vestiti macchiati di sangue. Anche i cellulari sono stati sequestrati e inviati a Mar del Plata per delle analisi, che hanno portato alla scoperta delle registrazioni di alcune video dirette del pestaggio.
L'autopsia ha rilevato che Báez Sosa era deceduto in seguito a uno shock neurogeno, che aveva provocato un'emorragia interna dovuta a più colpi. Ciò ha reso difficile per l'ufficio del pubblico ministero individuare il colpo specifico che aveva causato la morte della vittima.
Sebbene l'ufficio del pubblico ministero abbia inizialmente ipotizzato d'incriminare con l'accusa di "omicidio di gruppo" i rugbisti, dal momento che era impossibile determinare chi avesse sferrato il colpo letale che aveva ucciso Báez Sosa, tutti gli otto giovani sono stati infine accusati di "omicidio premeditato qualificato", la cui pena massima è l'ergastolo. Due dei rugbisti, Thomsen e Ciro Pertossi, furono additati come corresponsabili del delitto, mentre i restanti otto furono accusati di essere “partecipanti necessari”. A quel punto, i dieci giocatori di rugby sono stati trasferiti nel penitenziario di Dolores.
Il 10 febbraio 2020, il pubblico ministero Verónica Zamboni ha chiesto la custodia cautelare di otto dei dieci rugbisti (Thomsen, Ciro Pertossi, Lucas Pertossi, Luciano Pertossi, Benicelli, Cinalli, Comelli e Viollaz) e ha chiesto che Milanesi (che non era stato nominato da eventuali testimoni in formazione) e Guarino (che non aveva preso parte all'aggressione) fossero provvisoriamente rilasciati per mancanza di prove a loro carico. Milanesi e Guarino rimasero coinvolti nel procedimento penale sino al a 7 aprile 2021, quando tutte le accuse a loro carico furono ritirate.
Il processo contro Thomsen, Ciro Pertossi, Lucas Pertossi, Luciano Pertossi, Benicelli, Cinalli, Comelli e Viollaz è iniziato il 2 gennaio 2023 presso il Tribunale Criminale N°1 di Dolores. I genitori di Báez Sosa sono rappresentati pro bono dal celebre avvocato Fernando Burlando. 130 testimoni avrebbero dovuto testimoniare. Inizialmente previsto per il 31 gennaio 2023, il verdetto è stato pronunciato il 6 febbraio 2023.

### Falsa accusa contro Pablo Ventura
Dopo essere stati arrestati dalla polizia provinciale all'indomani dell'omicidio di Báez Sosa, i rugbisti hanno attribuito la responsabilità del delitto a Pablo Ventura, un vogatore di 21 anni di Zárate e conoscente del gruppo. Ventura aveva trascorso del tempo a Villa Gesell insieme alla sua famiglia quel gennaio, ma la famiglia era tornata a Zárate prima che avvenisse l'attacco. Il pubblico ministero incaricato del caso, Verónica Zamboni, ha subito messo in dubbio l'accusa. Nonostante ciò, Ventura è stato brevemente trattenuto dalla polizia e trattenuto per essere interrogato prima di essere rilasciato, assolto da ogni accusa, il 5 febbraio 2020.
Un'ulteriore ispezione sui cellulari dei rugbisti ha trovato meme e insulti rivolti a Ventura, suggerendo una precedente animosità del gruppo nei suoi confronti. La famiglia Ventura ha sporto denuncia contro gli otto giovani per diffamazione.

### Il movente
L'omicidio di Báez Sosa è stato etichettato come un attacco razzista e classista da attivisti, studiosi e dal governo argentino. In particolare, l'uso da parte di Benicelli del termine "negro de mierda" - il cui significato è complesso e riflette varie dimensioni razziali e sociali - è stato evidenziato come prova del pregiudizio razziale dietro l'attacco dei rugbisti contro Báez Sosa.
L'omicidio di Báez Sosa non è stato il primo caso in cui dei giocatori di rugby e il mondo del rugby sono stati associati alla violenza in Argentina. Altri casi importanti come l'omicidio di Ariel Malvino nel 2006 e il crimine di odio omofobo contro Jonathan Castellari nel 2018 - entrambi perpetrati da giocatori di rugby professionisti e dilettanti - sono stati evidenziati dai media argentini come esempi della natura "violenta" del paese cultura del rugby.

## La sentenza
Il verdetto raggiunto nel caso (denominato Causa N° 629, "Thomsen e altri") dal Tribunale Criminale N°1 de Dolores è stato annunciato il 6 febbraio 2023. Tutti e otto i rugbisti sono stati dichiarati colpevoli di omicidio, "doppiamente aggravato" da premeditazione e agguato. Cinque degli assassini (Máximo Thomsen, Ciro Pertossi, Luciano Pertossi, Matías Benicelli ed Enzo Comelli) furono dichiarati "co-autori" e condannati all'ergastolo; i restanti tre (Lucas Pertossi, Blas Cinalli e Ayrton Viollaz) furono dichiarati "partecipanti secondari" e condannati a 15 anni di carcere. Thomsen è svenuto durante la lettura del verdetto e l'udienza è stata momentaneamente interrotta.
Il verdetto è stato ampiamente seguito dai media mainstream e il live streaming dell'aula su YouTube ha raggiunto un picco di 95mila spettatori.
I genitori di Báez Sosa e l'avvocato Burlando e hanno manifestato la loro insoddisfazione per le condanne, sostenendo che anche Lucas Pertossi, Cinalli e Viollaz meritavano di essere condannati all'ergastolo.

## L'eco nell'opinione pubblica
Il crimine ha suscitato indignazione e condanna diffuse in diversi settori della società argentina. I media argentini hanno dedicato una notevole attenzione al caso per tutto gennaio e febbraio 2020. Anche i media paraguaiani hanno fatto eco al caso, date le origini di Báez Sosa. L'ampio filmato della rissa al club, entrambi i gruppi di giovani scortati fuori dal club dalla sicurezza, e il successivo pestaggio reso prontamente disponibile sui social media hanno aiutato anche il caso a guadagnare notorietà.
I genitori di Báez Sosa hanno ricevuto messaggi di cordoglio da Papa Francesco e dal presidente argentino Alberto Fernández, tra gli altri. La Federazione argentina di rugby ha rilasciato una dichiarazione poco dopo l'omicidio manifestando il suo "rammarico" per la morte di Báez Sosa; la formulazione generica della dichiarazione ha suscitato notevoli critiche sui social media. L'ex capitano della nazionale di rugby Agustín Pichot (che ha giocato anche per la stessa squadra di Thomsen) si è scusato pubblicamente con i genitori di Báez Sosa in nome dello sport nel suo insieme, affermando che la cultura del rugby aveva "naturalizzato la violenza".
Si sono tenute diverse manifestazioni pubbliche per chiedere giustizia per l'omicidio di Báez Sosa. Il 18 febbraio 2020, un mese dopo l'omicidio, i genitori di Báez Sosa hanno indetto una manifestazione nazionale con epicentro nella piazza del Congresso di Buenos Aires. Manifestazioni annuali per l'anniversario dell'omicidio si sono svolte in tutto il Paese nel 2021 e nel 2022, in particolare a Villa Gesell. Il 9 dicembre 2022, Graciela Sosa ha guidato un altro sit-in davanti al Palazzo del Congresso. In occasione del terzo anniversario dell'omicidio, il 19 gennaio 2023, Sosa ha guidato una "preghiera interreligiosa" in memoria del figlio a Dolores, luogo del processo. All'incontro pubblico hanno partecipato leader religiosi delle comunità locali cattoliche romane, musulmane, evangeliche, anglicane, ebraiche e umbanda, e ha visto la partecipazione di oltre 3.000 persone.
Diverse persone di spicco in Argentina si sono espresse chiedendo giustizia per l'omicidio di Báez Sosa, come i giocatori della nazionale di calcio Leandro Paredes e Pity Martínez.